# Moerkerkestraat
De Moerkerkestraat is een straat in Brugge.

## Beschrijving
De oorspronkelijke naam was Groenstraat:
- 1378 (stadsrekening): Groenstraetkin bi den Hoye;
- 1416: Groenstrate bi 't Hoochstick.

Zowel in Brugge als in andere steden komen heel wat Groenstraten voor. 'Groen' had de betekenis van 'nieuw' en dat was natuurlijk een makkelijke benaming voor een nieuw aangelegde straat. Om de ene Groenstraat van de andere te onderscheiden, moest men er onvermijdelijk een bijkomende plaatsbepaling aan toevoegen. In dit geval was dit de vermelding van de wijk: Ten Hoye. De volgende stap was dan om een andere en beter onderscheidende naam in omloop te brengen.
Voor deze straat werd dan ook de naam Moerkerkestraat al vroeg gebruikt. Adolf Duclos schreef dat de naam al in de 15e eeuw gebruikt werd, maar bracht hiervoor geen bewijs aan. Dit bewijs werd geleverd door J. Sabbe, die in een document uit 1427 (Wezengoederen Onze-Lieve-Vrouwsestendeel, Stadsarchief Brugge) de naam terugvond: Moerkerckestraetkin, staende Ten Hoye.
De betekenis van 'Moerkerke' is waarschijnlijk te vinden in het feit dat de Vrouwe van Moerkerke in het begin van de 14e eeuw een huis en heester in deze straat in huur had en wellicht als de bijzonderste bewoonster werd beschouwd. Deze huur werd vermeld in de lijst van confiscaties van goederen in 1302, uitgevoerd ten laste van veroordeelde leliaards. De naam Moerkerkestraat bleef gedurende eeuwen in de volksmond in gebruik en werd in 1820 de officiële straatnaam.
De Moerkerkestraat loopt van de Predikherenrei naar de Ganzenstraat.